# Twinkle (EP)
《Twinkle》은 대한민국의 음악 그룹 소녀시대-태티서의 첫 미니 앨범이다. 2012년 4월 30일 케이엠피홀딩스를 통해 발매되었다.

## 평가
《이즘》의 황선업은 별 다섯개 만점에 3.5점을 주며 "'음악의 상품화'라는 전통에 가까운 비판논리를 제쳐두면, 완성도 쪽에서는 도무지 결함의 틈을 비집고 들어가기가 힘들 지경이니. 성의 없는 그룹명에 실망할 새도 없이 몰아치는 그루브의 파도가 그룹활동으로서 굳혀진 캐릭터를 씻어 내려간다. 아이돌들이 독립영역을 물색하기 위해 소울과 펑크로의 탐색을 추진하는 요즘, 이들은 중요 포인트를 정확히 짚어내며 우위에 올라선다."고 평가했다.

## 공연
태티서는 2012년 5월 3일 《엠카운트다운》을 시작으로 4일 《뮤직뱅크》, 5일 《음악중심》, 6일 《인기가요》에서 타이틀곡 "Twinkle"과 "Baby Steps"을 선보이며 컴백을 했다. 이후 6월 3일 《음악중심》에서 마지막 음악프로그램 무대를 했는데, 이날 무대에 앞서 멤버 효연이 특별출연해 효연의 《댄싱 위드 더 스타》 파트너와 스포츠 댄스를 선보였다.

## 수록곡
| #  | 제목                       | 작사                | 작곡                                                                        | 재생 시간 |
| -- | -------------------------- | ------------------- | --------------------------------------------------------------------------- | --------- |
| 1. | 〈Twinkle〉                | 서지음(Jam factory) | Javier Solis, Brandon Fraley, Jamelle Fraley                                | 3:28      |
| 2. | 〈Baby Steps〉             | Joy Factory         | Jimmy Andrew Richard, Sean Alexander, Tom Roger, Joachim Alte, Jimmy Burney | 3:56      |
| 3. | 〈OMG (Oh My God)〉        | 김정배              | Kenzie                                                                      | 3:25      |
| 4. | 〈Library〉                | 조윤경              | Didrik Thott, Sharon Vaughn, Sebastian Thott                                | 4:03      |
| 5. | 〈안녕 (Good-bye, Hello)〉 | 김부민              | Hitchhiker                                                                  | 3:52      |
| 6. | 〈처음이었죠 (Love Sick)〉 | 강이든              | 황찬희                                                                      | 3:26      |
| 7. | 〈체크메이트 (Checkmate)〉 | 김부민              | Hitchhiker                                                                  | 3:27      |

## 차트

### 음반 차트
| 차트                      | 최고 순위 |
| ------------------------- | --------- |
| 한국 가온 앨범 차트(주간) | 1         |
| 미국 빌보드 200           | 126       |

### 노래 차트
| "Twinkle"                | 1  | 2  |
| "Baby Steps"             | 15 | 22 |
| "OMG (Oh My God)"        | 26 | 44 |
| "처음이었죠 (Love Sick)" | 28 | 59 |
| "안녕 (Good-bye, Hello)" | 32 | 73 |
| "Library"                | 33 | 75 |
| "체크메이트 (Checkmate)" | 44 | ―  |